# Rio Itaquerê
O rio Itaquerê é um curso d'água do estado de São Paulo, Brasil. Nasce no distrito de Bueno de Andrada, no município de Araraquara, e passa pelo no Km 255 da Rodovia Washington Luís. Corta o centro do município de Nova Europa e e sua foz encontra o rio Jacaré-Guaçu.